# Microdon grandis
Microdon grandis är en tvåvingeart som beskrevs av Charles Howard Curran 1928. Microdon grandis ingår i släktet myrblomflugor, och familjen blomflugor. Inga underarter finns listade i Catalogue of Life.